# Behnam Seraj
Behnam Seraj (بهنام سراج; Abadan, 19 giugno 1971) è un ex calciatore iraniano, di ruolo attaccante.